# Émile Duclaux

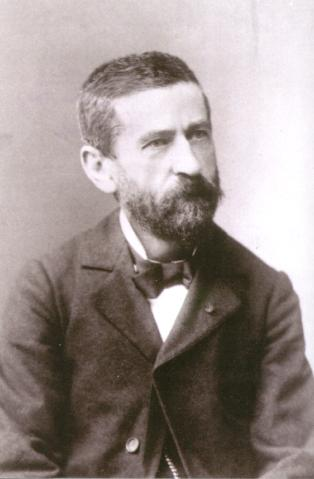
Émile Duclaux

Émile Duclaux (* 24. Juni 1840 in Aurillac; † 5. Februar 1904 in Paris) war ein französischer Mikrobiologe, Physiker und Chemiker. Er war ein Mitarbeiter von Louis Pasteur und Direktor des Institut Pasteur. Sein offizielles botanisches Autorenkürzel lautet „Duclaux“.

## Leben
Duclaux war der Sohn eines Anwalts und besuchte das Lycée Saint-Louis in Paris und ab 1859 die École normale supérieure. Ab 1862 war er als Assistent im Labor von Louis Pasteur. 1865 wurde er in Chemie promoviert.  Danach lehrte er an einer Schule in Tours (1865), wo er sich auch der Meteorologie zuwandte, Clermont-Ferrand (1866), ab 1873 in Lyon (als Physik-Professor an der Faculté des Sciences, der späteren Universität) und ab 1878 in Paris als Professor für Meteorologie am Institut für Agronomie. 1887 war er einer der Gründer und Mitherausgeber der Annales de l´Institut Pasteur und ab 1895 als Nachfolger von Pasteur der Direktor des Institut Pasteur (mit Charles Chamberland (1851–1908) und Émile Roux als Stellvertretern), an dem er schon ab 1888 stellvertretender Direktor war und Vorlesungen hielt.
Mit Pasteur arbeitete er über die Seidenraupenkrankheit, über Wein-Gärung und Bier-Brauen und an der Widerlegung der Theorie der Spontanerzeugung von Leben. Er war auch an Studien zur Bekämpfung der Reblaus beteiligt, untersuchte Käse und Milch-Zusammensetzung, befasste sich mit Physik (Kapillarität u. a.), Landwirtschaft, medizinischer Hygiene, Chemie und Bakteriologie. Von Duclaux stammt die Bezeichnung von Enzymen mit dem allgemein gebräuchlichen Zusatz -ase. Die damals im Umkreis von Pasteur erkannte allgemeine Bedeutung der Enzyme spiegelte sich in einem Übersichtsartikel von Duclaux 1877 wider. Er schrieb eine Biographie von Pasteur und ein Handbuch der Mikrobiologie.
1888 wurde er Mitglied der Académie des sciences und 1894 der Académie nationale de médecine.
In der Dreyfus-Affäre war er ein prominenter Unterstützer von Alfred Dreyfus. Er war Gründungsmitglied der Französischen Liga für Menschenrechte und deren Vizepräsident.
In erster Ehe war er ab 1873 mit einer Tochter des französischen Mathematikers Charles Briot verheiratet, mit der er zwei Söhne hatte und die 1880 an Kindbettfieber starb. Seine zweite Ehefrau (ab 1901) Agnes Mary Frances Duclaux (geborene Robinson,  1857–1944) war Schriftstellerin, sein Sohn Jacques Duclaux (1877–1978) Biologe und Chemiker. Ein Gebäude des Institut Pasteur ist nach ihm benannt. Gleiches gilt für den Duclaux Point, eine Landspitze der Brabant-Insel in der Antarktis.

## Schriften
- Traité de microbiologie, 4 Bände 1898 bis 1901 (sieben Bände waren ursprünglich geplant)
- L'hygiène sociale 1902
- Ferments et maladies
- Pasteur, histoire d'un esprit 1896